# Бляйхероде
Бляйхероде (нім. Bleicherode) — місто в Німеччині, розташоване в землі Тюрингія і є його найбільшою сільською громадою. Входить до складу району Нордгаузен. Перша згадка датується 1130 р.
Місто знаходиться на висоті близько 270 м над рівнем моря, а три гірські хребти, що розташовані навколо мають середню висоту 430 м.
Площа — 28,27 км2. Населення становить 10 129 осіб (станом на 31 грудня 2021).

## Галерея

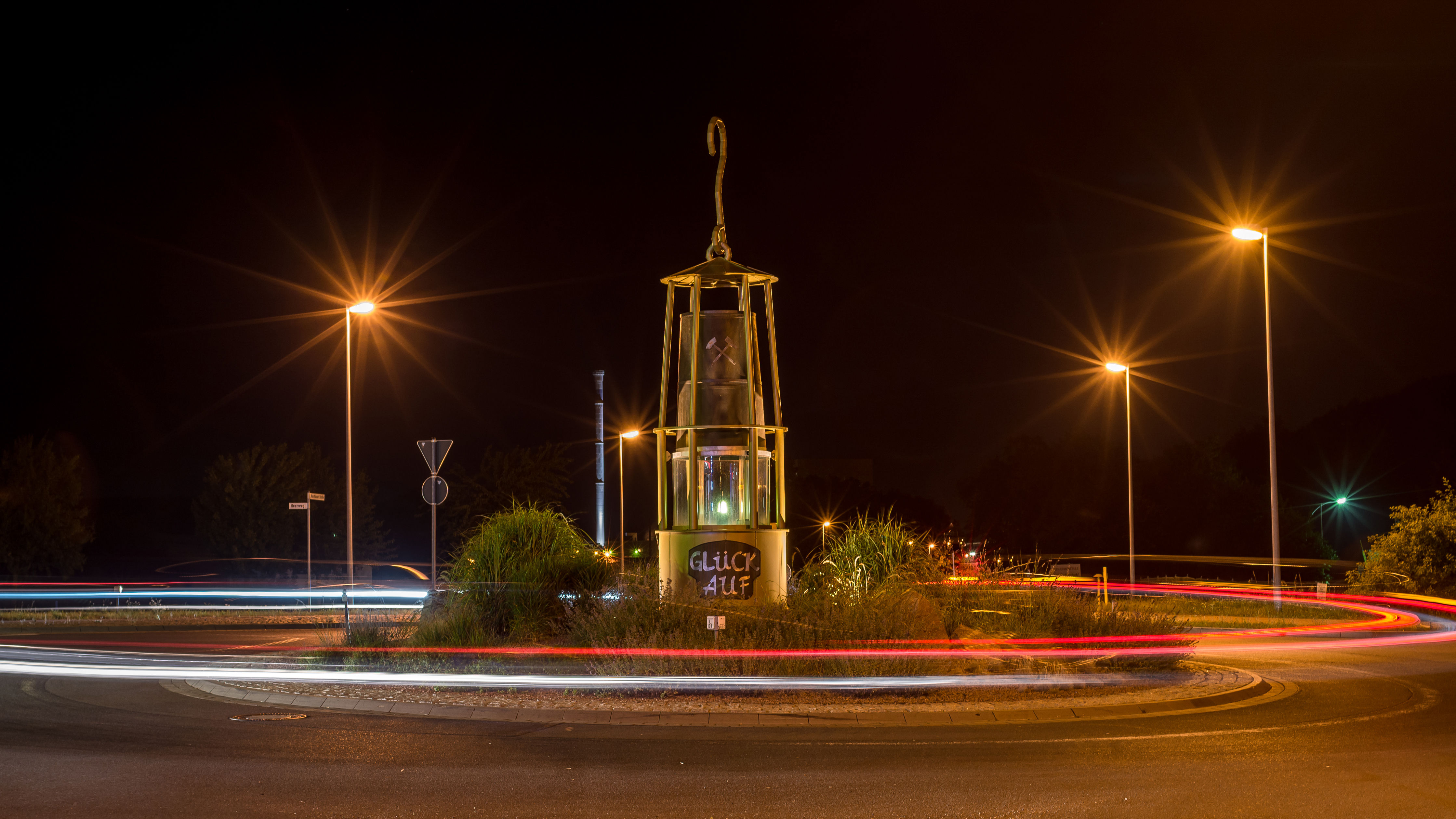
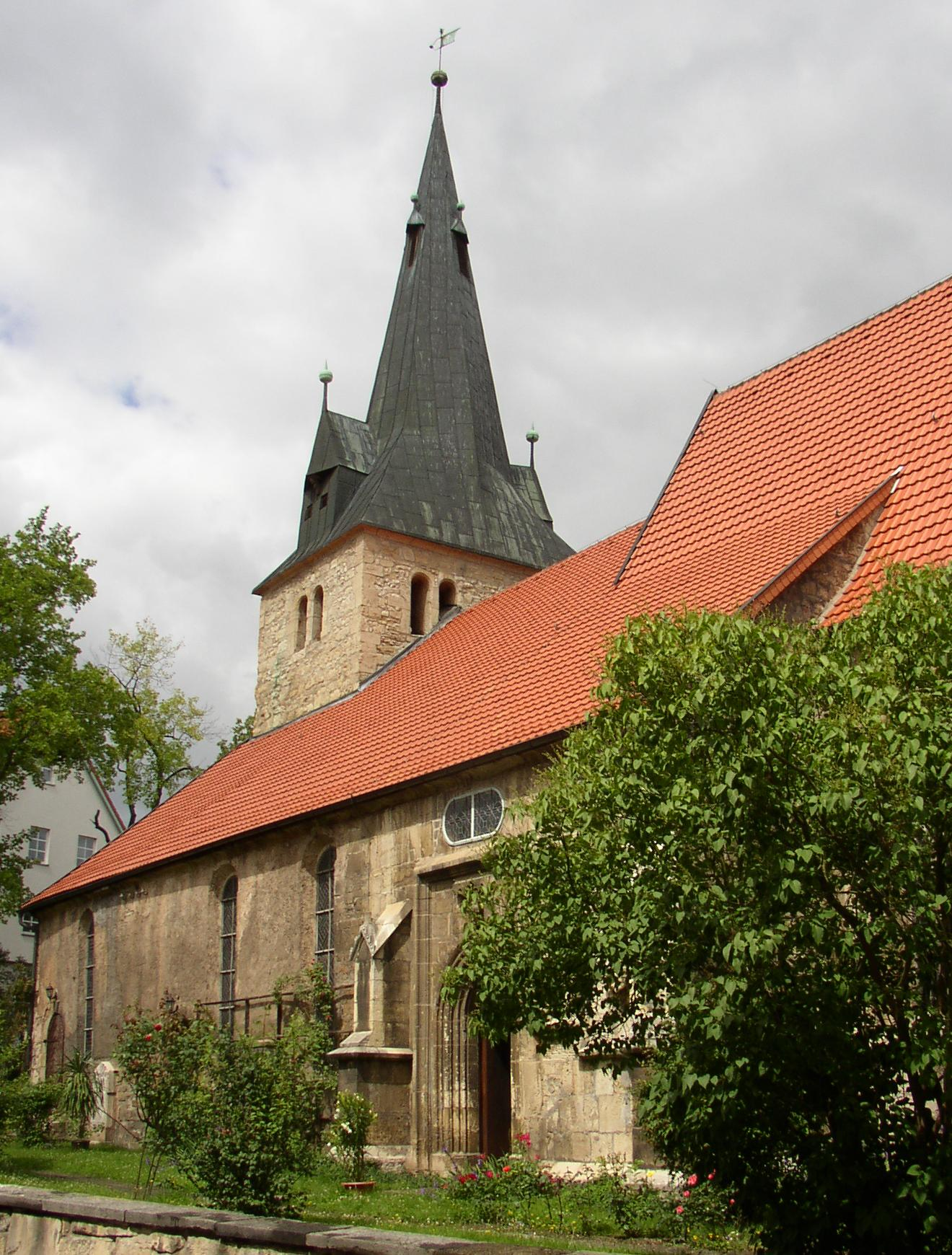
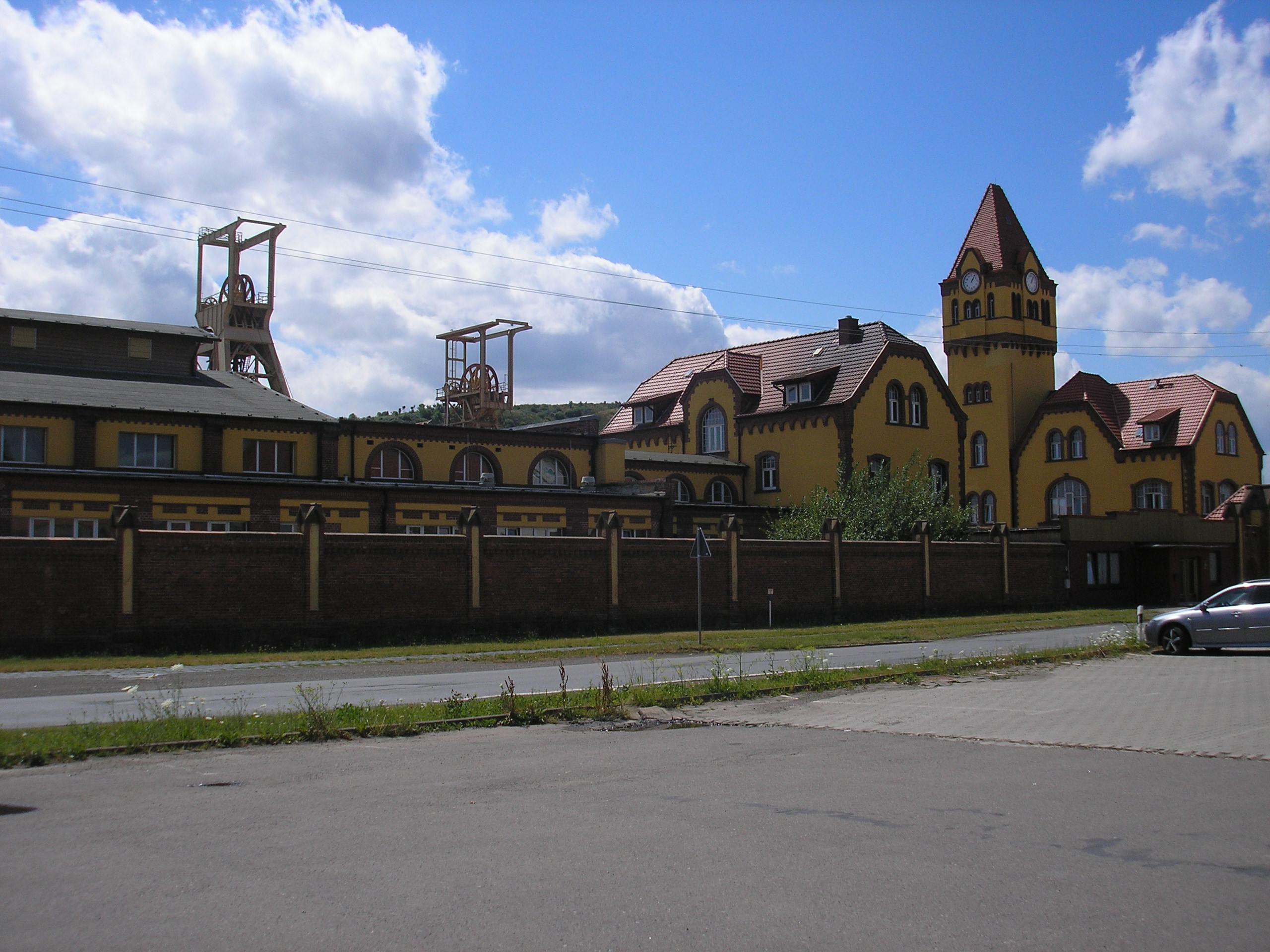
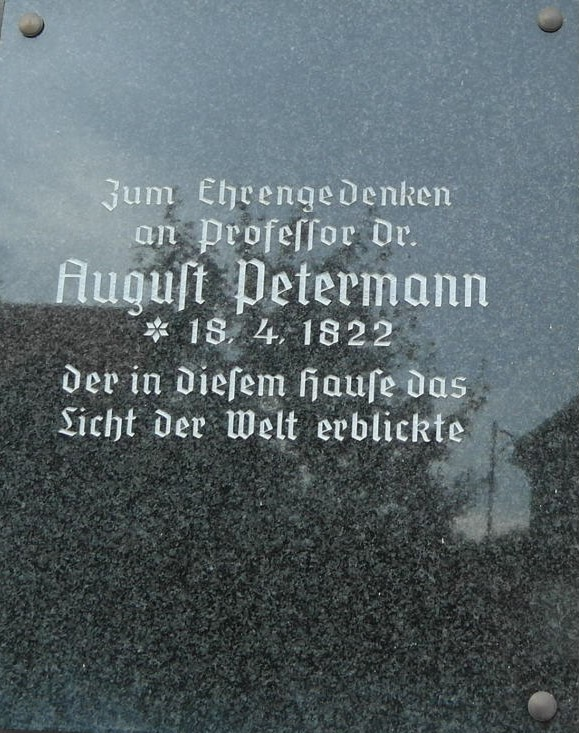
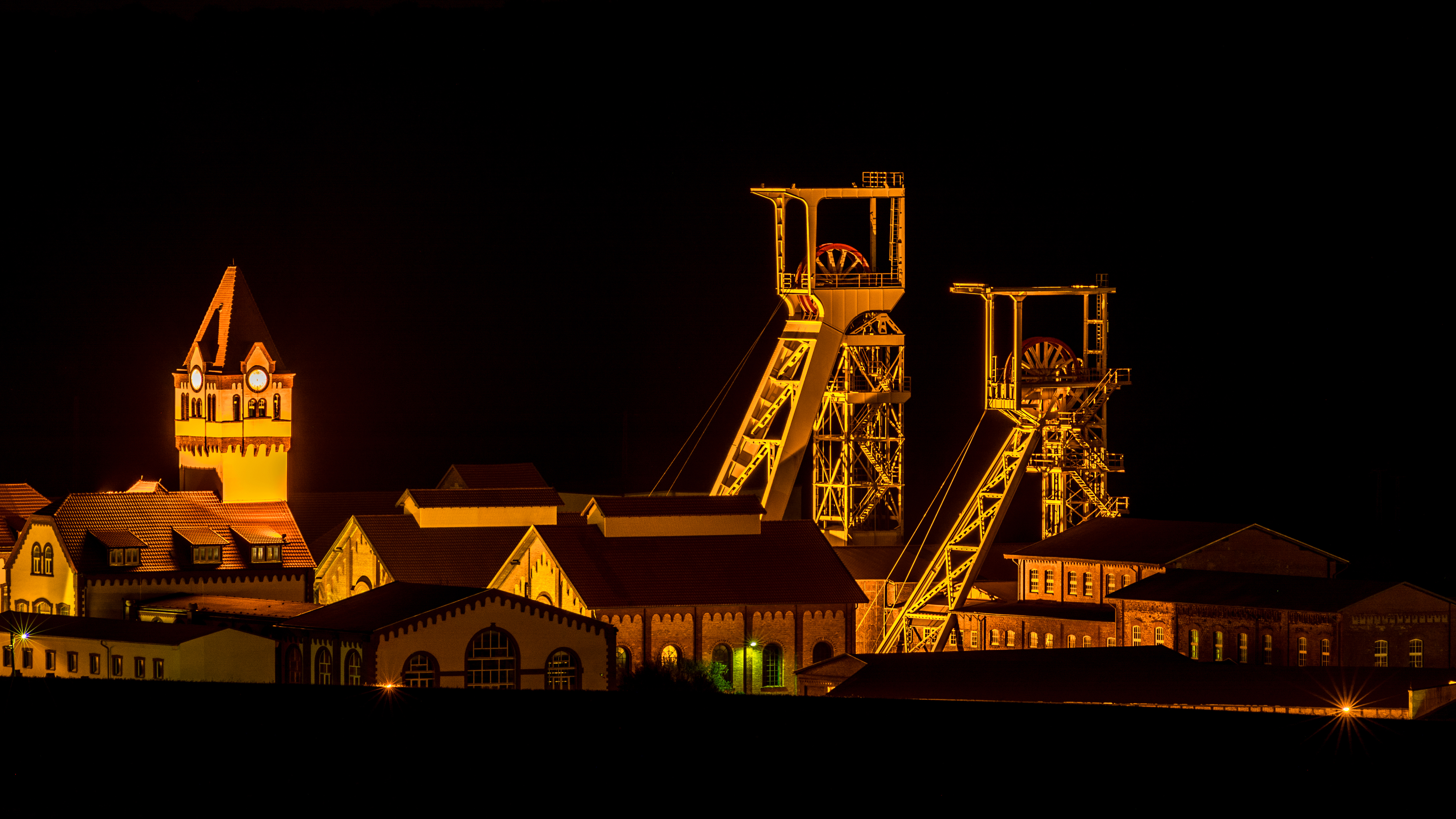
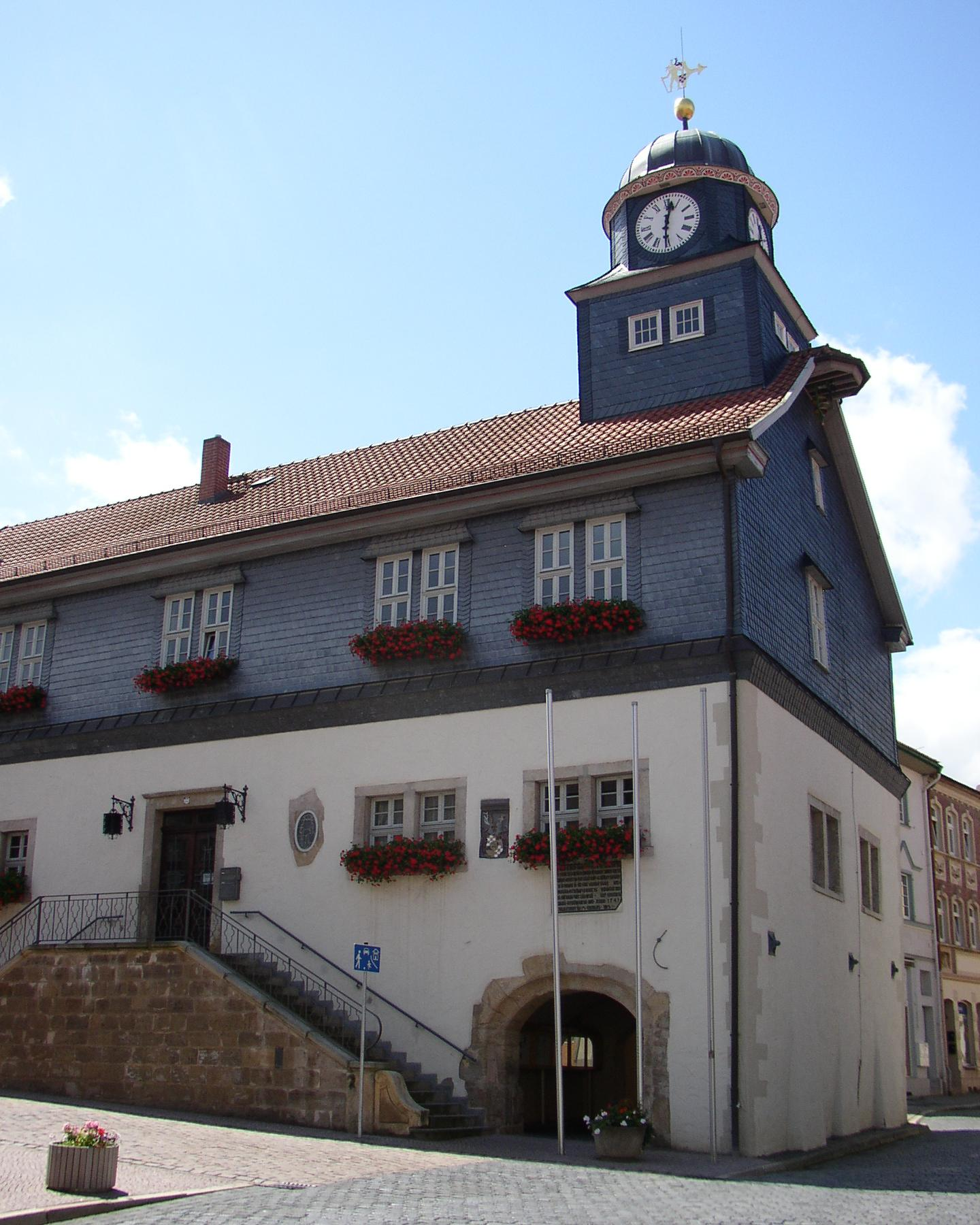

## Історія
Територія навколо Бляйхероде була заселена ще в доісторичні та ранньоісторичні часи, про що свідчать залишки валів на навколишніх горах. У середні віки на цьому доісторичному місці був побудований невеликий замок, оскільки звідси можна було контролювати басейн між Віндлейте, Блайхердер-Бергеном, Хайнлейте і Дюном. Стіни, які захищали місцевість із західного та південного боків, збереглися дотепер.

Після того, як у 1888 році в районі Бляйхероде були виявлені поклади калію, у 1899 році розпочався видобуток калійної солі. Калійна промисловість формувала місто до 1990 року, коли виробництво калію було в основному припинено внаслідок політичних та економічних потрясінь